# Sanguisorba alpina
Sanguisorba alpina là loài thực vật có hoa trong họ Hoa hồng. Loài này được Bunge miêu tả khoa học đầu tiên năm 1829.